# Ithycythara
Ithycythara é um gênero de gastrópodes pertencente a família Mangeliidae.

## Espécies
- Ithycythara acutangulus (Smith E. A., 1882)[2]
- Ithycythara altaspira Paulmier, 2019
- Ithycythara antillensis Paulmier, 2019
- Ithycythara apicodenticulata Robba et al., 2003[3]
- Ithycythara auberiana (d’Orbigny, 1847)[4]
- Ithycythara chechoi Espinosa & Ortea, 2004[5]
- Ithycythara cymella (Dall, 1889)[6]
- Ithycythara eburnea Paulmier, 2019
- Ithycythara fasciata Paulmier, 2019
- Ithycythara funicostata Robba et al., 2006[7]
- Ithycythara hyperlepta Haas, 1953[8]
- Ithycythara lanceolata (C. B. Adams, 1850)[9]
- Ithycythara oyuana (Yokoyama, 1922)
- Ithycythara parkeri Abbott, 1958[10]
- Ithycythara penelope (Dall, 1919)[11]
- Ithycythara pentagonalis (Reeve, 1845)[12]
- Ithycythara psila (Bush, 1885)[13]
- Ithycythara rubricata (Reeve, 1846)
- Ithycythara septemcostata (Schepman, 1913)[14]

Espécies trazidas para a sinonímia
- Ithycythara edithae Nowell-Usticke, 1971: sinônimo de Cryoturris edithae (Nowell-Usticke, 1971)
- † Ithycythara kellumi Fargo, W. G., 1953: sinônimo de  Ithycythara psila (Bush, 1885)
- Ithycythara muricoides (C. B. Adams, 1850): sinônimo de Ithycythara lanceolata (C. B. Adams, 1850)

Espécies extintas
- †Ithycythara defuniak Gardner 1938
- †Ithycythara elongata Gabb 1873
- †Ithycythara ischna Woodring 1928
- Ithycythara lanceolata Adams 1850 (Recente e fóssil)
- †Ithycythara maera Woodring 1928
- Ithycythara psila Bush 1885 (Recente e fóssil)
- †Ithycythara psiloides Woodring 1928
- †Ithycythara scissa Woodring 1928
- †Ithycythara tarri Maury 1910